# 熊本県道335号湯前人吉自転車道線
熊本県道335号湯前人吉自転車道線（くまもとけんどう335ごう ゆのまえひとよしじてんしゃどうせん）は、熊本県球磨郡湯前町から人吉市に至る一般県道（大規模自転車道）である。球磨川サイクリングロードの愛称が付けられている。

## 概要

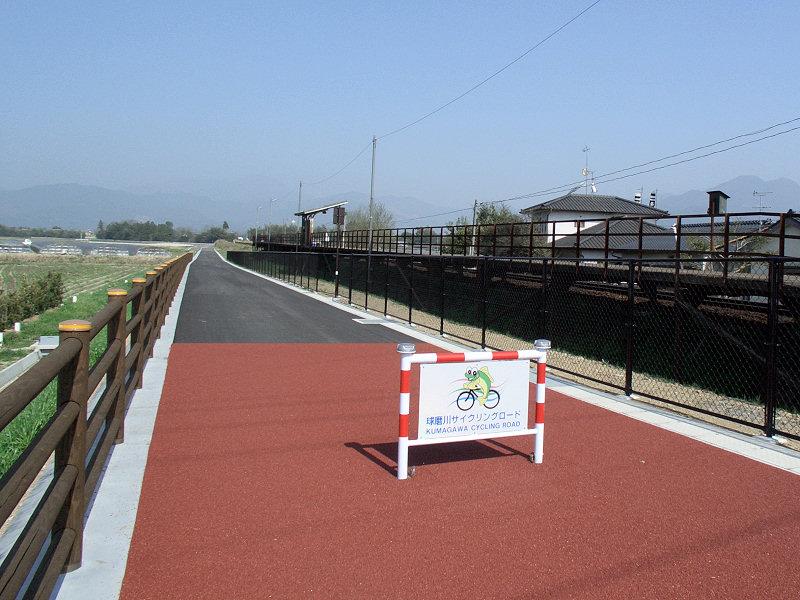
沿線風景

- 起点：熊本県球磨郡湯前町 - 湯前駅
- 終点：熊本県人吉市中青井町 - 人吉駅

## 通過する自治体
- 熊本県
  - 球磨郡湯前町 - 球磨郡多良木町 - 球磨郡あさぎり町 - 球磨郡錦町 - 人吉市

## 主な接続道路
- 国道219号（錦町大字西で重複）
- 国道445号
- 熊本県道48号多良木相良線（あさぎり町免田東 - 免田西で重複）
- 熊本県道54号人吉インター線
- 熊本県道261号五木多良木線
- 熊本県道266号梶屋多良木線
- 熊本県道186号川瀬免田線

## 周辺情報
- 球磨川
- くま川鉄道湯前線 東多良木駅
- くま川鉄道湯前線 木上駅 - 一武駅 - 肥後西村駅
- 人吉城跡